# Dolphin and Union Strait
Die Dolphin and Union Strait liegt zwischen dem Festland von Kanada und Victoria Island, die zum kanadisch-arktischen Archipel gehört.
Sie verbindet den Amundsen Gulf im Nordwesten mit dem Coronation Gulf im Südosten.
Das südöstliche Ende der Meerenge markiert die Austin Bay.
Die Inuit, die in dieser Gegend leben, sind bekannt als die Copper Eskimos, Copper Inuit oder als das „Volk vom Ende der Welt“.
Es gibt mehrere Inseln in der Meeresstraße. Zu ihnen zählen Liston Island und Sutton Island, historisch die Heimat des
Noahonirmiut-Stamms der Copper Inuit. 
Die Meerenge hat eine Länge von etwa 210 km. 
Ihre Breite variiert zwischen 26 und 65 km.
Im Frühjahr, wenn die Meeresstraße noch zugefroren ist, überqueren Barrenground Karibu, bekannt als „Dolphin and Union“-Herde, diese, um zur Victoria Island zu gelangen und auf dieser den Sommer zu verbringen. 
In der Meeresstraße lassen sich Eiderenten beobachten.
In den letzten Jahrzehnten ging die winterliche Eisdicke in der Meeresstraße kontinuierlich zurück. 